# Fårup Kirke (Aarhus Kommune)
 For alternative betydninger, se Fårup Kirke. (Se også artikler, som begynder med Fårup Kirke)
Fårup Kirke er en kirke beliggende i Aarhus Kommune lidt nordvest for Aarhus.

## Eksterne kilder og henvisninger
- Fårup Kirke hos KortTilKirken.dk
- Fårup Kirke hos danmarkskirker.natmus.dk (Danmarks Kirker, Nationalmuseet)

- Wikimedia Commons har flere filer relateret til Fårup Kirke (Aarhus Kommune)